# 林嘉猷
林嘉猷（？—1402年 ），名升，江浙行省台州路寧海縣（今浙江宁波）人，明朝政治人物。
其早年从师于方孝孺。洪武年间，以儒士校文四川，任蜀獻王府幕僚。建文初年，进入史館任編修，后升任陝西僉事。曾因事进入燕王朱棣住处。方孝孺知道朱棣谋反的事情，实为林嘉猷所告发。朱棣发动“靖难之役”，攻破南京后，方孝孺被“诛十族”。林嘉猷连坐而被诛杀。清朝諡節愍。